# 白石隆夫
白石 隆夫（しらいし たかお、1967年〈昭和42年〉4月12日 - ）は、日本の大蔵・財務・環境官僚。

## 来歴
千葉県出身。1990年（平成2年）3月、早稲田大学政治経済学部経済学科を卒業。同年4月、大蔵省に入省し、銀行局総務課に配属。
その後、財務省主税局税制第一課主税企画官、財務省大臣官房企画官、主税局総務課主税企画官、同課社会保障・税一体改革調整室長、内閣官房内閣参事官（内閣総務官室）、同日本経済再生総合事務局参事官、内閣官房内閣参事官（内閣官房副長官補付）、主計局主計官（内閣第一係、内閣第二係、復興係、外務係、経済協力第一係、経済協力第二係担当）、復興庁統括官付参事官、環境省総合環境政策局総務課長、環境省大臣官房総務課長、同審議官などを歴任。
2022年（令和4年）7月1日、環境省大臣官房地域脱炭素推進審議官に就任。
2023年（令和5年）7月1日、環境省自然環境局長に就任。同年12月26日、クマの指定管理鳥獣への指定を検討する会合に出席し、人的被害防止を最優先に考えた対策を検証することへの意欲を示した。
2024年（令和6年）7月1日、環境省環境再生・資源循環局長に就任。
2025年（令和7年）7月1日、環境省総合環境政策統括官に就任。